# Noctule de Leisler
Nyctalus leisleri
Espèce
Statut de conservation UICN

 LC  : Préoccupation mineure
La Noctule de Leisler (Nyctalus leisleri) est une espèce de chauves-souris.

## Description
La Noctule de Leisler est une espèce de taille moyenne (entre 48 et 72 mm) aux membranes alaires et au museau bruns. C'est la plus petite des trois noctules européennes. Les oreilles sont courtes et larges au sommet bien arrondi et le tragus est en forme de chapeau de champignon, comme chez toutes les Noctules.
On peut la confondre avec les autres Noctules mais la taille de l’avant-bras permet de les différencier.

## Mœurs et habitat
Espèce forestière, elle a une préférence pour les massifs à essences caduques assez ouverts et recherche la proximité des milieux humides. Gitant principalement dans les arbres creux, la Noctule de Leisler s'installe généralement dans les massifs forestiers feuillus, parfois dans les résineux.
Les milieux fréquentés pour la chasse sont variés : forêts caduques, boisements divers, eaux calmes, mais aussi les vergers et les parcs, voire les éclairages urbains.
Les femelles chassent essentiellement à moins d’une dizaine de kilomètres, l’envol se fait dès le coucher du soleil. Elle chasse au vol, parfois au-dessus des canopées, et peut aussi voler très bas, comme au ras de l’eau. Ses proies sont de petite et de moyenne taille : Diptères, Lépidoptères, Coléoptères, Hémérobiidés, Chrysopidés et aussi Ephéméroptères, Trichoptères ou Chironomes.
C’est une espèce migratrice sur presque toute son aire de distribution, ce sont essentiellement les femelles qui sont concernées. Elle accomplit de très longs déplacements (pouvant atteindre 1567 km entre le Nord de l’Allemagne et l’Espagne).

## Répartition géographique
La Noctule de Leisler est présente dans toute l’Europe mais plus rare dans le nord-ouest de la France.

## Menaces et mesures de conservation
En tant qu’espèce migratrice et de haut vol, le développement éolien constitue une menace importante pour la Noctule de Leisler. Et en tant qu’espèce forestière, elle est sensible à une gestion forestière inappropriée qui élimine les vieux arbres ou préconise des coupes de bois l’été.
Au niveau international, la Noctule de Leister est protégée par la Convention de Berne (annexe II) relative à la conservation de la vie sauvage et du milieu naturel de l'Europe et par la Directive européenne 92/43 (annexe IV) concernant la conservation des habitats naturels ainsi que de la faune et de la flore sauvages.
Au niveau national, elle est protégée par l'Arrêté du 23 avril 2007 (article 2) fixant la liste des mammifères terrestres protégés sur l'ensemble du territoire et les modalités de leur protection.